# Підгорне (Самарський район)
Підго́рне (каз. Подгорное) — село у складі Самарського району Східноказахстанської області Казахстану. Входить до складу Палатцинського сільського округу.
Населення — 161 особа (2021; 335 у 2009, 496 у 1999, 512 у 1989).
Національний склад станом на 1989 рік:
- казахи — 69 %
- росіяни — 26 %

У радянські часи село називалось також Караш.